# Lega dei Liberali Liberi
La Lega dei Liberali Liberi (in olandese: Bond van Vrije Liberalen - BVL) fu un partito politico dei Paesi Bassi operativo dal 1906 al 1921.
Nel 1921 confluì nel Partito Liberale di Stato, insieme all'Unione Liberale, alla Lega Economica, al Partito Neutrale e al Partito della Classe Media.

## Risultati
| Elezione         | Voti   | %    | Seggi    |
| ---------------- | ------ | ---- | -------- |
| Legislative 1909 |        |      | 4 / 100  |
| Legislative 1913 |        |      | 10 / 100 |
| Legislative 1917 |        |      | 10 / 100 |
| Legislative 1918 | 51.195 | 3,81 | 4 / 100  |